# Le Cidre et le Poiré
Le Cidre et le Poiré est une revue mensuelle française publiée entre 1889 et 1919 spécialisée dans l'étude des arbres fruitiers notamment pommier et poirier.

## Présentation

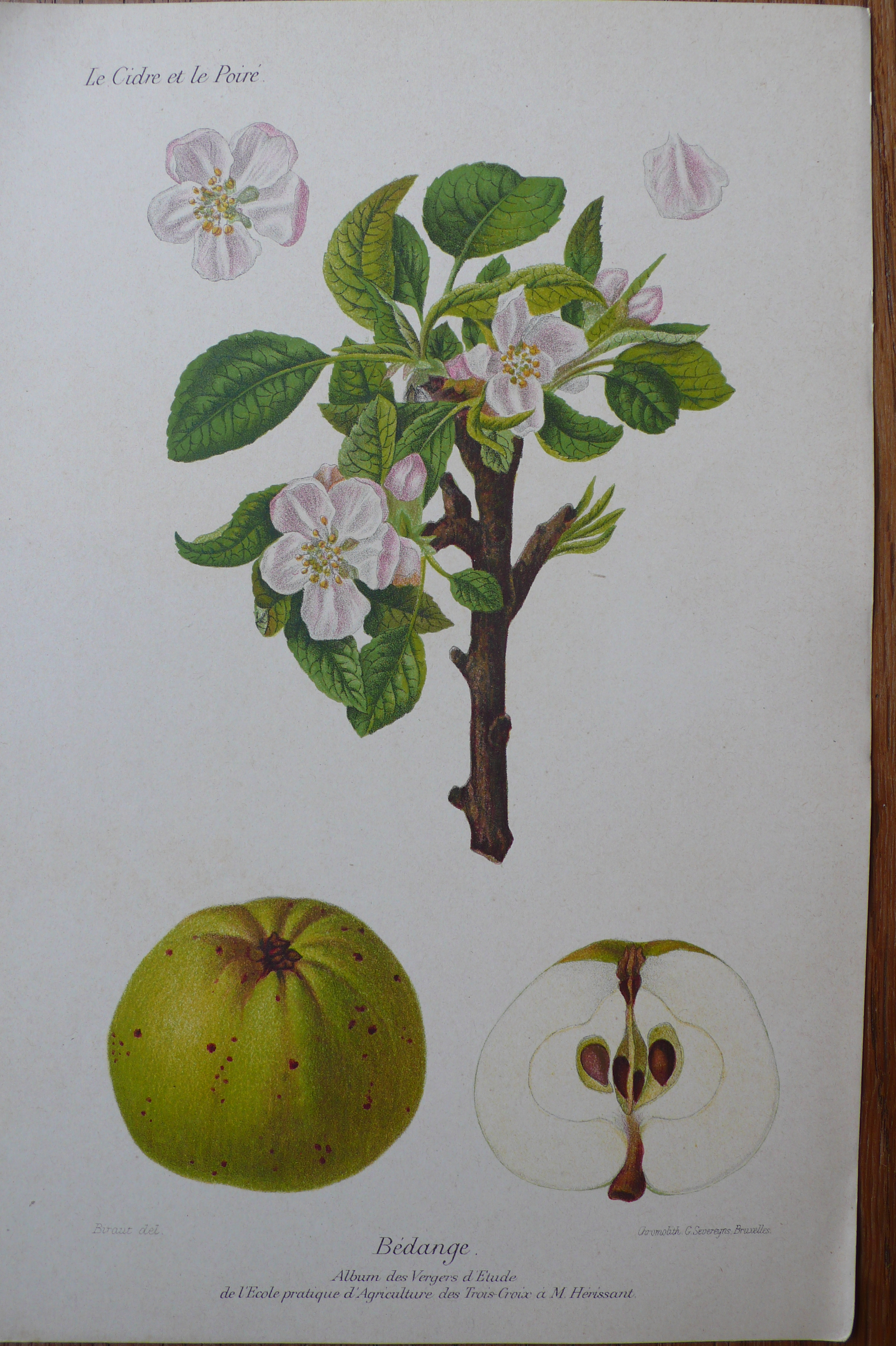
Planche dessinée pour la revue à partir des variétés de pommes du verger d'étude de l'École pratique d'agriculture des Trois-Croix : ici pomme de variété bédange

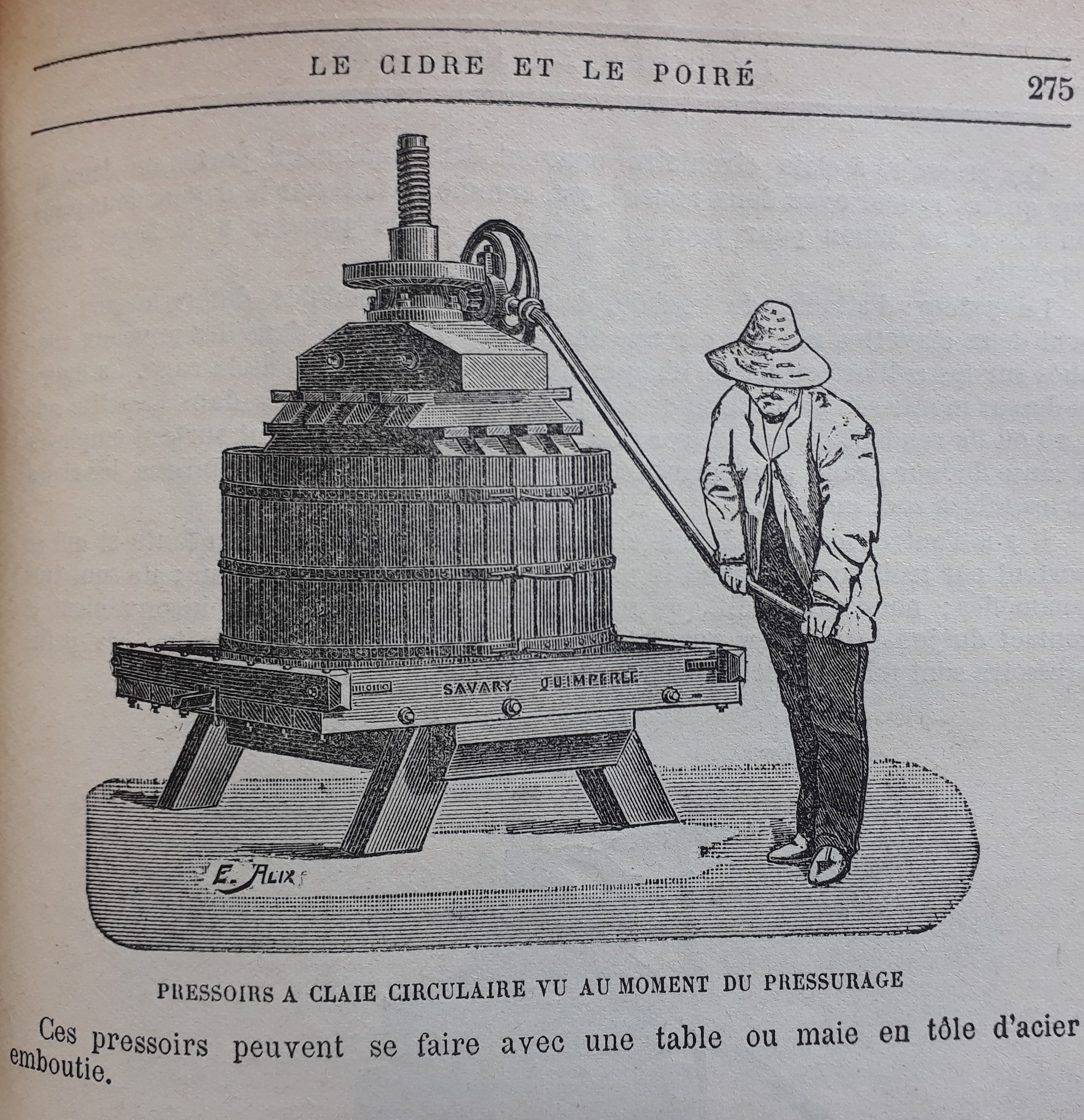
Modèle de pressoir à claie circulaire de la marque Savary (Quimperlé) pour fabriquer du cidre publié dans la revue en 1891

La revue a contribué au développement de la cidrologie, par l'étude précise du cidre, en définissant certains concepts comme celui de halbit, qui est un mélange de pommes et de poires. La revue est d'abord été éditée à Argentan par l'imprimerie du journal de l’Orne, puis à Alençon, aux éditions E. Renaut de Broise.
La revue mettait en lien les connaissances des spécialistes de la pomme et de la poire et constitue aujourd'hui une source d'information principale pour connaitre les variétés anciennes de pommes ainsi que l'origine des variétés greffées.
Elle est sous-titrée : « Revue des intérêts pomologiques, organe des comices et syndicats agricoles et des sociétés horticoles de France, honorée de sept médailles d’argent, lauréat de l’Association pomologique de l'Ouest, cette revue est rédigée par un groupe de savants, de professeurs, d’agriculteurs, de pépiniéristes, de propriétaires, de publicistes, etc. »
Dans une publicité pour inciter à s'abonner, parue dans les pages précédents l'ouvrage de Louis Duval de son essai sur l'histoire du cidre et du poiré, la revue est présentée ainsi : elle a pour objectif de « rendre service aux agriculteurs, propriétaires, cultivateurs, de la Normandie, de la Bretagne, du Maine, de la Picardie etc » ; « tous ceux qui cultivent le pommier et le poirier à cidre, fabriquent et vendent le cidre ». « Le succès est également dû à sa partie commerciale très développée qui fournit des renseignements sur les ventes et achats de fruits, cidres, poirés, eaux de vie. Nombre de marchés sont faits par son intermédiaire, sans aucuns frais ».
Des dessins de fruits à cidre et de photographies d'arbres sont réalisés la plupart dans les vergers d'études de l'école pratique d'agriculture des Trois-Croix fondée à Rennes par Jean-Jules Bodin. Les vergers d'études ont été développés par le directeur de l'école M. Hérissant, collaborateur régulier de la revue. 
La revue aborde des thématiques comme les études statistiques, les méthodes et techniques (greffes, engrais, choix des variétés), fournir des conseils pratiques (acidité du cidre, matériels), et donne les programmes des concours, des examens d’entrées à des formations agricoles, des références bibliographiques etc. 

## Auteurs
Les auteurs des articles de la revue exerçaient des professions variées (scientifiques, médecins, cultivateurs), mais leurs travaux concernant l'étude des pommes était très rigoureux et proche des sciences exactes. Par exemple, dans sa thèse de doctorat, Ronan Symoneaux mentionne la revue en introduction, pour constater que les critères des essais variétaux publiés dans la revue reposent surtout sur le sucré, l'acidité, l'amertume et l'astringence.
« La revue a 52 collaborateurs répartis sur 52 départements parmi lesquels deux membres de l'Institut des savants, trente professeurs d'agriculture et d'horticulture, et nombre de praticiens du plus grand mérite. »
Le secrétaire de rédaction est d'abord F. Muller puis A. de Sainville devient le directeur de publication.
Les auteurs les plus notables incluent : 
- Charles de Lorgeril
- frère Abel, supérieur général des Frères de l'Instruction chrétienne de Ploërmel
- Georges Lechartier : professeur de chimie à la faculté des sciences de Rennes, président-fondateur de l’association pomologique de l’Ouest
- Eugène Lecoeur (1852 - 1941), pharmacien à Vimoutiers, spécialiste de la culture du pommier en Normandie, auteur d'un ouvrage spécialisé sur les variétés de pommes à cidre[5], secrétaire de la commission d’études des fruits de l’association française pomologique, chevalier de l'ordre du mérite agricole, de la Société nationale d’agriculture et de la Société des agriculteurs de France. Il a été membre de la Société historique et archéologique de l’Orne (1896)[6].
- Auguste Truelle, pharmacien, correspondant et membre honoraire de la société nationale d'agriculture et de la société centrale d'horticulture de la Seine-Inférieure[7]. Il est aussi l'auteur d'un atlas sur les meilleures variétés de fruits à cidre[8].
- J. Picoré, professeur d’arboriculture de la société d’horticulture de Nancy
- Charles Baltet, horticulteur à Lyon
- P. Monthiers ingénieur civil des Mines

#### Exemplaires de la revue
- Le Cidre et le poiré, Argentan ; Paris, 1889-1919 (BNF 34417956, lire en ligne).
- Le cidre et le poiré, Hachette, coll. « Littératures », 2022 (présentation en ligne).

#### Ouvrages généraux
- Louis Duval, Essai historique sur le cidre et le poiré, Paris, O. Doin, 1896 (BNF 30390622, lire en ligne).
- Ronan Symoneaux, Le ”goût” du cidre : Exploration des interactions entre les composés chimiques et les caractéristiques organoleptiques des cidres (thèse de doctorat en sciences agricoles), Université d'Angers, 2016 (lire en ligne).
- Georges Jacquemin, La cidrerie moderne ou L'art de faire le bon cidre, Malzéville-Nanvy, Impr. E. Thomas, 1902 (BNF 45880470, lire en ligne)